# Estatua de Carmen la Cigarrera

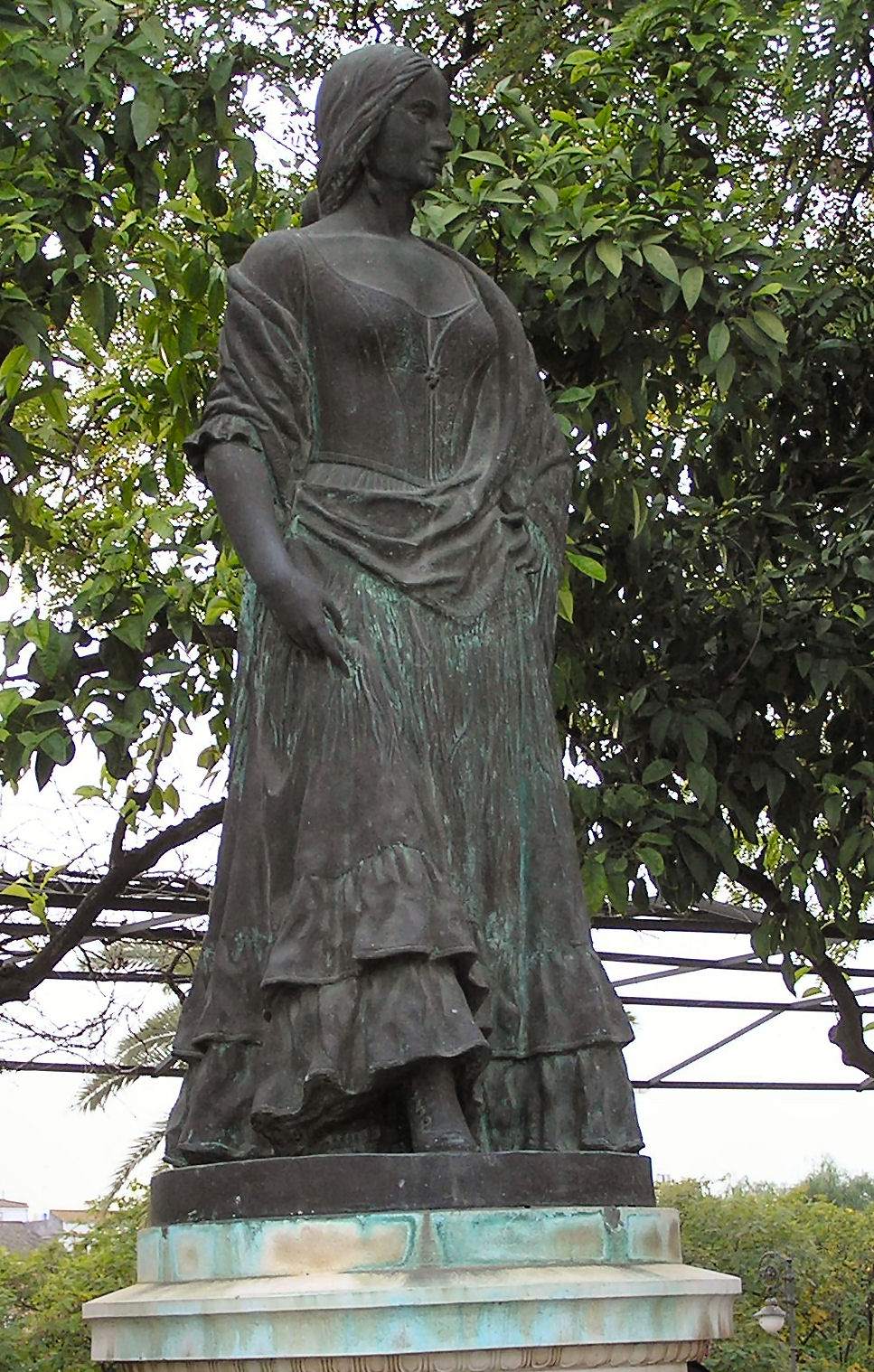
Estatua de la cigarrera Carmen.

La estatua de Carmen la Cigarrera es una escultura ubicada en el paseo de Colón de la ciudad de Sevilla (Andalucía), cerca de la plaza de toros de Sevilla. Es una obra de Sebastián Santos Rojas en 1973, realizada en bronce; la modelo fue una sobrina del escultor, que se vistió de cigarrera para posar.
Se trata de un homenaje a la cigarrera Carmen, una gitana sevillana que trabajaba en la Real Fábrica de Tabacos, cuya vida sirvió de inspiración a Prosper Mérimée para escribir la novela Carmen (1845), que después sería llevada a la música en la ópera del mismo nombre, de Georges Bizet, estrenada en París en 1875.
La historia de Carmen fue llevada al cine en seis ocasiones: Carmen (1915), de Cecil B. DeMille; Carmen (1943), de Luis César Amadori; , Carmen la que contaba 16 años (1976) Carmen (1983), de Carlos Saura; Carmen (1984), de Francesco Rosi; Carmen (2003), de Vicente Aranda y protagonizada por Paz Vega; y Carmen (2010), de Jacques Malaterre.